# Primus (Rebsorte)
Primus ist eine Weißweinsorte. Die Neuzüchtung entstand im Jahr 1901 aus einer Kreuzung der Sorten Madeleine Royale × Ferdinand de Lesseps und heißt gelegentlich auch Pirovano 7. Züchter war Alberto Piròvano, der am Istituto di Frutticoltura ed Elettrogenetica di Roma in Rom zahlreiche Rebzüchtungen verwirklichte. Primus wurde offiziell in die Liste der zugelassenen Tafeltraubensorten aufgenommen. Die in der Basilikata empfohlene und in Ligurien, der Lombardei, der Toskana, Kampanien und Apulien zugelassene Sorte wird selten angebaut. Die Trauben werden auf den Märkten von Rom und Neapel angeboten.
Siehe auch den Artikel Weinbau in Italien sowie die Liste von Rebsorten.
Abstammung: Madeleine Royale × Ferdinand de Lesseps

## Ampelographische Sortenmerkmale
In der Ampelographie wird der Habitus folgendermaßen beschrieben:
- Die Triebspitze ist offen. Sie ist weißwollig behaart und mit einem karminroten Anflug versehen. Die gelb-grünen Jungblätter sind leichtwollig behaart.
- Die Blätter (siehe auch den Artikel Blattform) sind fünflappig und mitteltief gebuchtet. Die Stielbucht ist häufig lyrenförmig geschlossen und die Blattenden überlappen. Der Blattrand ist spitz gesägt. Die Zähne sind im Vergleich zu anderen Rebsorten eng gesetzt. Die Blattoberfläche (auch Blattspreite genannt) ist blasig derb.
- Die walzenförmige Traube ist klein und lockerbeerig. Die rundlichen Beeren sind mittelgroß bis groß. Sie sind bei Vollreife von weißlich-gelber Färbung. Die Beerenhülse ist dickwandig, das Fruchtfleisch verfügt über ein sehr dezentes Muskataroma (Pierre Galet beschreibt ihn jedoch eher als einen Fox-Ton).

Die Rebsorte Primus reift ca. 5–10 Tage nach der Rebsorte Gutedel und gehört damit zu den Rebsorten der frühen ersten Reifungsperiode (siehe das Kapitel im Artikel Rebsorte). Sie zählt damit zu den frühreifenden Sorten. Primus zählt aufgrund des Einflusses der Sorte Ferdinand de Lesseps zur Familie der Hybridreben (Vitis vinifera + Vitis labrusca). Sie besitzt zwittrige Blüten und ist selbstfruchtend. Beim Weinbau entsteht somit nicht der ökonomische Nachteil, keinen Ertrag liefernde männliche Pflanzen anbauen zu müssen.

## Synonyme
Die Rebsorte Primus ist auch unter den Namen I.P. 7 und Pirovano 7 bekannt.